# Stalag XI-A

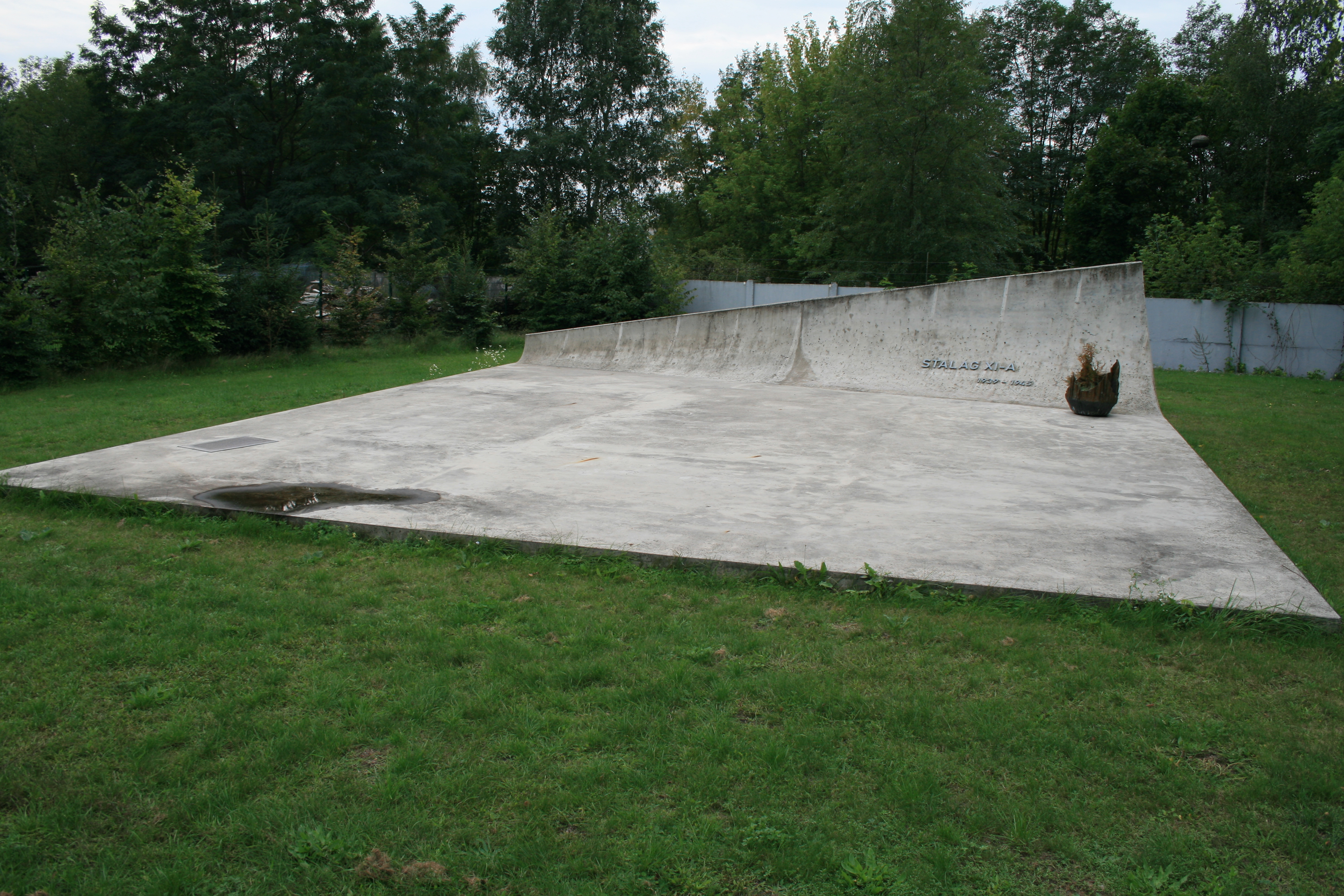
Mémorial aux prisonniers du Stalag XI-A

Le Stalag XI-A, vaste camp de prisonniers de la Seconde Guerre mondiale, était situé à Altengrabow, non loin de Dörnitz (la ville de Möckern), près de Magdebourg, en Saxe-Anhalt , à environ 90 km de Berlin.
Le camp d'Altengrabow existait déjà en 1914 et avait servi à l'enfermement des prisonniers de guerre juifs pendant la Grande Guerre. Il devint camp militaire avant de redevenir camp de prisonniers lors de la Seconde Guerre mondiale.
Maurice Chevalier y fut prisonnier de 1914 à 1916 après avoir été blessé sur le front. Il y retourna en 1941 pour soutenir les prisonniers français accompagné du pianiste Henri Betti.